# 亀田俊和
亀田 俊和（かめだ としたか、1973年 - ）は、日本中世史学者。専門は、南北朝時代における室町幕府の政治史・制度史。

## 人物・来歴
秋田県生まれ。函館ラ・サール高等学校を経て、1997年京都大学文学部国史学科卒業。2003年同大学院文学研究科博士後期課程研究指導認定退学。2006年「室町幕府施行制度の研究」で文学博士（京都大学）。京都大学文学部非常勤講師。2017年8月より国立台湾大学日本語文学系助理教授。

## 著書
- 『室町幕府管領施行システムの研究』（思文閣出版、2013年）
- 『南朝の真実 忠臣という幻想』（歴史文化ライブラリー378、吉川弘文館、2014年）
- 『高師直 室町新秩序の創造者』（歴史文化ライブラリー406、吉川弘文館、2015年）
- 『高一族と南北朝内乱 室町幕府草創の立役者』（中世武士選書：戎光祥出版、2016年）
- 『足利直義 下知、件のごとし』（ミネルヴァ日本評伝選：ミネルヴァ書房、2016年）
- 『征夷大将軍・護良親王』（シリーズ・実像に迫る7、戎光祥出版、2017年）
- 『観応の擾乱―室町幕府を二つに裂いた足利尊氏・直義兄弟の戦い』（中公新書：中央公論新社、2017年）

### 共編
- 『初期室町幕府研究の最前線 ここまでわかった南北朝期の幕府体制』日本史史料研究会 監修・編、洋泉社歴史新書ｙ 2018.6
- 『新説の日本史』河内春人、矢部健太郎、高尾善希、町田明広、舟橋正真共著、SB新書、2021.2
- 『南北朝武将列伝 南朝編』生駒孝臣共編、戎光祥出版、2021年
- 『南北朝武将列伝 北朝編』杉山一弥共編、戎光祥出版、2021年

### 編訳
- （作者未詳）『太平記 上・下』光文社古典新訳文庫、2023年10月・11月

## 論文
- CiNii>亀田俊和